# BMW na dirkah 24 ur Spaja
24 ur Spaja je vsakoletna vzdržljivostna avtomobilistična dirka, ki s presledki poteka od l.1924 v belgijskem mestu Spa na dirkališču Fra-Francorchamps in je bila v letih od 1953 do 1981 del svetovnega prvenstva športnih dirkalnikov.
- Sezona 1965:

Tekmovali so z dirkalnikom BMW 1800 in zmagali skupno.
- Sezona 1966:

To sezono so dirkali z dirkalnikom BMW 2000 TI in spet zmagali skupno z dirkačema Hubertom Hahneom in Jackyem Ickxom.
- Sezona 1970:

Z dirkalnikom BMW 2800 CS so skupno zmagali na dirki.
- Sezona 1973:

Tekmovali so z dirkalnikom BMW 3.0 CSL in zmagali skupno z dirkačema Toinejem Hezemansom in Dieterjem Questerjem.
- Sezona 1974:

Z podobnim dirkalnikom BMW 3.0 CSi so ponovili uspeh prejšnje sezone in zmagali skupno.
- Sezona 1975:

Še enkrat skupno zmagajo z dirkalnikom BMW 3.0 CSi.
- Sezona 1976:

Z dirkalnikom BMW 3.0 CSL spet zmagajo skupno.
- Sezona 1977:

Predstavijo nov dirkalnik BMW 530i in zmagajo skupno z dirkačema Eddyem Joosenom in Jean-Claudeom Andruetom.
- Sezona 1982:

Dirkajo z dirkalnikom BMW 528i in zmagajo skupno.
- Sezona 1983:

Z dirkalnikom BMW 635 CSi zmagajo skupno.
- Sezona 1985:

Dirkajo z dirkalnikom BMW 635 CSI in zmagajo skupno z dirkači Robertom Ravaglio, Gerhardom Bergerjem in Marcom Surerjem.
- Sezona 1986:

Ponovno dirkajo z dirkalnikom BMW 635 CSI in zmagajo skupno.
- Sezona 1987:

V tej sezoni dirkajo z dirkalnikom BMW M3 in zmagajo skupno.
- Sezona 1988:

BMW ponovi uspeh prejšnje sezone in spet zmagajo skupno z dirkalnikom BMW M3.
- Sezona 1990:

Ponovno so zmagali skupno z dirkalnikom BMW M3, dirkači pa so bili Fabienom Giroixom, Johnnyem Cecottom in Markusom Oestreichom.
- Sezona 1992:

Skupno so zmagali z dirkalnikom BMW M3.
- Sezona 1994:

Z dirkalnikom BMW 318is zmagajo skupno na dirki.
- Sezona 1995:

BMW dirka z dirkalnikom BMW 320i in zmaga skupno z dirkači Joachimom Winkelhockom, Stevom Soperjem in Petrom Koxom.
- Sezona 1996:

Z dirkalnikom BMW 320i ponovijo uspeh prejünje sezone in zmagajo skupno.
- Sezona 1997:

Tudi v tej sezoni dominira dirkalnik BMW 320i, ki spet zmaga skupno.
- Sezona 1998:

Dirkali so z dirkalnikom BMW 318i in zmagali skupno.